# Frösön, Nykarleby
Frösön är en före detta ö numera udde udde i den norra delen av byn Vexala i före detta Munsala kommun, i Nykarleby stad i Österbotten.